# Lijst van voetbalinterlands Bulgarije - Duitsland (vrouwen)
Deze lijst van voetbalinterlands is een overzicht van alle officiële voetbalinterlands tussen de nationale vrouwenteams van Bulgarije en Duitsland. De landen hebben tot nu toe vijf keer tegen elkaar gespeeld.

## Wedstrijden
| № | Plaats     | Datum             | Competitie           | Wedstrijd                  | Uitslag |
| - | ---------- | ----------------- | -------------------- | -------------------------- | ------- |
| 1 | Sofia      | 21 maart 1989     | Vriendschappelijk    | Bulgarije − West-Duitsland | 1 − 3   |
| 2 | Sofia      | 11 april 1990     | EK 1991 kwalificatie | Bulgarije − West-Duitsland | 1 − 4   |
| 3 | Düsseldorf | 26 oktober 1990   | EK 1991 kwalificatie | West-Duitsland − Bulgarije | 4 − 0   |
| 4 | Cottbus    | 18 september 2021 | WK 2023 kwalificatie | Duitsland − Bulgarije      | 7 − 0   |
| 5 | Plovdiv    | 6 september 2022  | WK 2023 kwalificatie | Bulgarije − Duitsland      | 0 − 8   |

## Samenvatting
| Competitie        | Totaal gespeeld | Winst Bulgarije | Gelijk | Winst Duitsland | Doelsaldo Bulgarije – Duitsland |
| ----------------- | --------------- | --------------- | ------ | --------------- | ------------------------------- |
| WK-kwalificatie   | 2               | 0               | 0      | 2               | 0 − 15                          |
| EK-kwalificatie   | 2               | 0               | 0      | 2               | 1 − 8                           |
| Vriendschappelijk | 1               | 0               | 0      | 1               | 1 − 3                           |
| Totaal            | 5               | 0               | 0      | 5               | 2 − 26                          |